# Centrale idroelettrica di Verampio
La Centrale idroelettrica "Ettore Conti" di Verampio si trova nel comune di Crodo, nella provincia del Verbano-Cusio-Ossola, alla confluenza del fiume Toce e del torrente Devero ed è la prima centrale che si incontra risalendo la Valle Antigorio.
Venne costruita fra il 1912 e il 1914 da Ettore Conti, un imprenditore milanese che per primo sfruttò l'energia idroelettrica nelle Valli Antigorio e Formazza.
La centrale sfrutta le acque di scarico della centrale idroelettrica di Goglio, che a sua volta attinge dai bacini di Agaro e Codelago.

## Equipaggiamento
La centrale nel 1914 venne inizialmente equipaggiata con 4 gruppi turbina Pelton, per una potenza complessiva di oltre 20 MW.
Le turbine, Pelton con unico distributore a getto rotondo e regolazione a spina, con deviatore automatico del getto per impedire i colpi d'ariete, manovrato da regolatore autonomo ad olio (impianto originario), furono prodotte dalla società Costruzioni Meccaniche Riva.
Gli alternatori (originariamente forniti dalla Brown Boveri) generavano energia elettrica alla tensione di 7,3 kV, 42 Hz.

### Equipaggiamenti successivi
Nel 1949 l'equipaggiamento iniziale di 4 gruppi venne sostituito con due gruppi singoli, ciascuno dei quali costituito da un generatore accoppiato con due turbine Pelton a due getti, con asse orizzontale, per un totale di oltre 48 MW.
In corrispondenza al cambiamento della frequenza della rete (dai 42 Hz originari agli attuali 50 Hz), nel 1950 le giranti vennero sostituite ed una di esse fu donata al Museo nazionale della scienza e della tecnologia Leonardo da Vinci. La sostituzione delle giranti portò un incremento di 10 punti percentuali del rendimento che superò così il 90%.
La condotta che alimenta l'impianto ha il diametro variabile fino di 190 mm e una lunghezza di 1540 m. Le condotte laterali fungono da sfioratore della vasca di carico

## Edificio

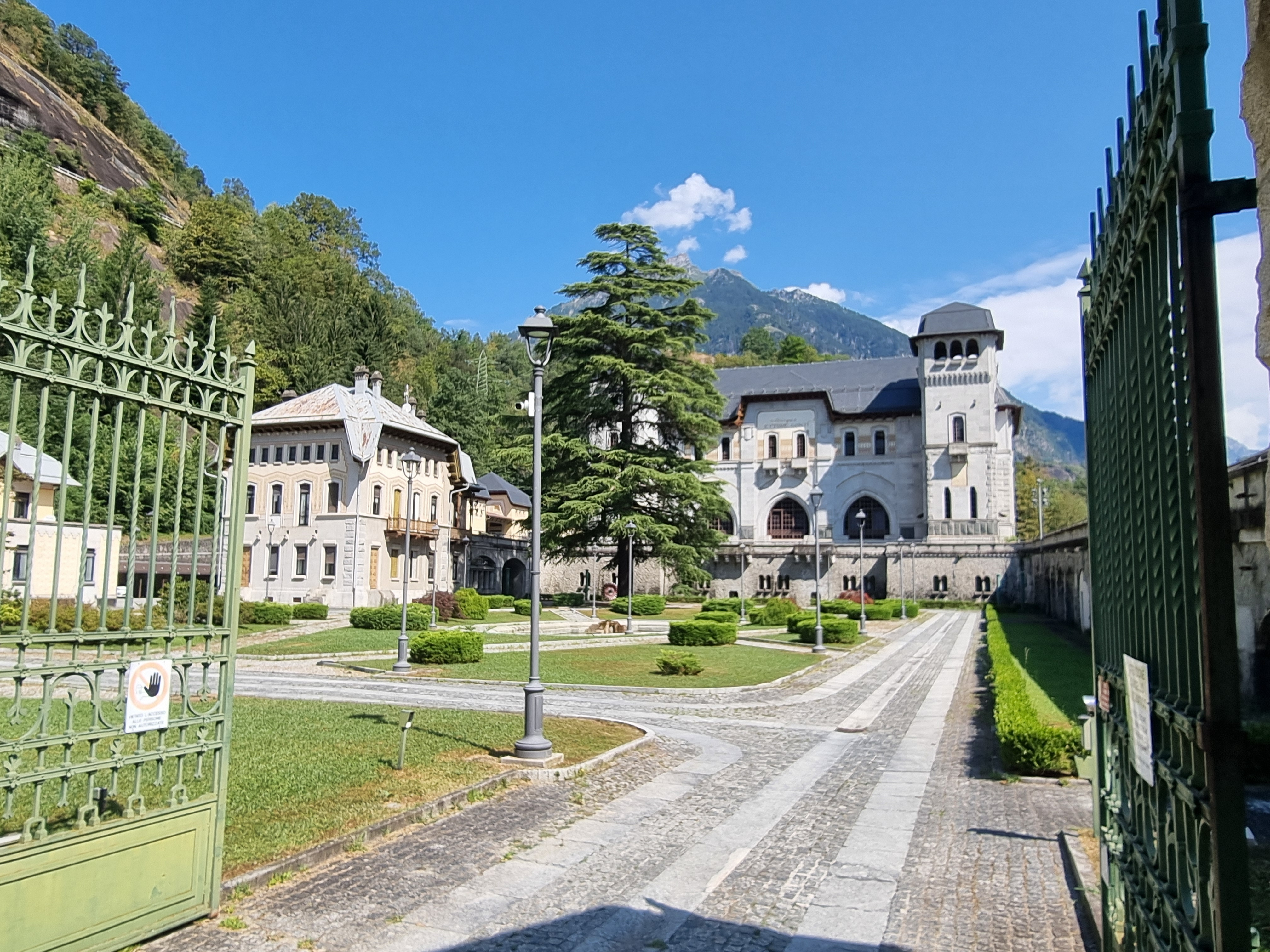
La centrale con a fianco la casa del direttore

L'edificio venne progettato dall'architetto Piero Portaluppi che realizzò una struttura ricca di decorazioni geometriche in stile decò, con rivestimenti bugnati in pietra locale, perfettamente calata nel contesto. L'edificio principale è affiancato dalla casa del direttore.